# Гашимов, Джаббар Сейид Гашим оглы
Джаббар Сейид Гашим оглы Гашимов (азерб. Cabbar Həşimov; 1898—1974) — азербайджанский педагог, заслуженный учитель Азербайджанской ССР.

## Биография
Джаббар Сейид Гашим оглы Гашимов родился 16 февраля 1898 года в селении Айбасанлы Джебраильский уезд Елизаветпольской губернии. После окончания Карягинского городского училища поступил в Казахскую учительскую семинарию. В 1920 году он получил звание народного учителя и был назначен учителем начальной школы в селе Айбасанлы Карягинского уезда. С 1924 года учился в Азербайджанском педагогическом институт, одновременно работал учителем математики средней школы в Айбасанлы, затем в Сейидахмедли.

## Награды
- орден Трудового Красного Знамени (1954)
- орден Ленина (1958)
- Заслуженный учитель школы Азербайджанской ССР (1967).